# Liste d'émissions de télévision politiques en France
La première émission de télévision politique en France a été Face à l'opinion (1954-1956) animée par Pierre Corval. Depuis, de nombreuses émissions se sont succédé sur différentes chaînes.

## Chronologie des émissions
La longue grève à l'ORTF entraine de virulents débats politiques organisés à la télévision. La Chaîne d'information en continu a mis un terme aux débats permanents  aux grandes émissions politiques notamment sur TF1, hormis sur France 2. 

### Anciennes émissions
- 1954 - 1956 : Face à l'opinion de Pierre Corval.
- 1966 : Face à face, de Jean Farran et Igor Barrère.
- 1967 - 1991 : Les Dossiers de l'écran, d'Armand Jammot.
- 1970 - 1973 : À armes égales, d'Armand Jammot, Michel Bassi, André Campana et Alain Duhamel.
- 1971 - 1974 : Italiques, de Marc Gilbert.
- 1972 - 1974 : Actuel 2, de Jean-Pierre Elkabbach, Jean-Marie Cavada et François de Closets.
- 1977 - 1981 : Cartes sur table, d'Alain Duhamel et Jean-Pierre Elkabbach.
- 1981 - 1997 : 7 sur 7, d'Anne Sinclair.
- 1982 - 1995 : L'Heure de vérité, d'François-Henri de Virieu.
- 1987 - 2000 : La Marche du Siècle, de Jean-Marie Cavada, Jean-Pierre Bertrand et Sylvie Faiderbe.
- 1992 - 1994 : À la une sur la 3, de Christine Ockrent,Serge July et Philippe Alexandre.
- 1995 - 2008 : Face à la Une, de Patrick Poivre d'Arvor.
- 1997 - 2007 : France Europe Express de Christine Ockrent et Serge July.
- 1997 - 2015 : Mots croisés, d'Alain Duhamel, Arlette Chabot, Yves Calvi, Anne-Sophie Lapix.
- 1999 - 2009 : Ripostes, de Serge Moati.
- 2002 - 2005 : 100 minutes pour convaincre
- 2003 - 2014 : Ça se dispute de Pascal Praud, Victor Robert, Laurent Bazin, Maya Lauqué, Léa Salamé, Éric Zemmour, Christophe Barbier, Nicolas Domenach.
- 2004 - 2008 : N'ayons pas peur des mots de Samuel Étienne.
- 2005 - 2011 : À vous de juger, d'Alain Duhamel.
- 2006 - 2008 : C'est vous qui le dites, de Thomas Hugues et Olivier de Lagarde.
- 2006 - 2013 : Dimanche +, de Laurence Ferrari, d'Anne-Sophie Lapix.
- 2006 - 2016 : Ce soir (ou jamais !), de Frédéric Taddeï
- 2007 - 2008 : Duel sur la 3, de Christine Ockrent.
- 2008 - 2010 : La Tribune BFM, de Olivier Mazerolle, Ruth Elkrief et Hedwige Chevrillon.
- 2009 - 2016 : C politique, de Nicolas Demorand, puis de Géraldine Muhlmann puis de Caroline Roux
- 2010 - 2011 : Semaine critique !, de Franz-Olivier Giesbert.
- 2011 - 2012 : Parole Directe, de Laurence Ferrari ou de Claire Chazal
- 2011 - 2016 : Des paroles et des actes, de David Pujadas
- 2011 - 2022  :Zemmour et Naulleau, présentée par Éric Zemmour et Éric Naulleau
- 2012 : Parole de candidat, de Laurence Ferrari.

- 2012 - 2016 : Le Supplément, de Maïtena Biraben puis Ali Baddou
- 2015 - 2018 : Entre les lignes, de Frédéric Haziza
- 2016 - 2019 : L'Émission politique, de Léa Salamé

### Émissions actuelles
- 2011 : BFM Politique, présenté par Olivier Mazerolle, puis par Jean-François Achilli puis par Apolline de Malherbe
- 2016 : Vie politique, présenté par Gilles Bouleau
- 2019 : Vous avez la parole, présenté par Léa Salamé et Thomas Sotto